# Nora Tveit
Nora Tveit (* 19. Dezember 2002 in Forus) ist eine norwegische Radsportlerin, die Rennen auf Bahn und Straße bestreitet.

## Sportlicher Werdegang
Seit Beginn der 2020er Jahre ist Nora Tveit neben Anita Yvonne Stenberg die zweite international erfolgreiche Radsportlerin aus Norwegen auf der Bahn; erst seit 2021 verfügt das Land mit der Sola Arena eine überdachte Radrennbahn. Bis zu diesem Jahr mussten norwegische Bahnradsportler außerhalb des Landes trainieren und ihre nationalen Meisterschaften austragen.
2021 wurde Tveit zweifache nationale Meister in der Einerverfolgung und dem 500-Meter-Zeitfahren. 2023 belegte sie bei der U23-Europameisterschaft im Ausscheidungsfahren Platz drei, und sie wurde nationale Meisterin in dieser Disziplin. 2022 und 2023 belegte Tveit beim renommierten niederländischen Eintagesrennen Omloop van Borsele jeweils Platz drei.

## Erfolge
2021
- Norwegische Meisterin – 500-Meter-Zeitfahren, Einerverfolgung

2023
- U23-Europameisterschaft – Ausscheidungsfahren
- Norwegische Meisterin – Ausscheidungsfahren

2024
- U23-Europameisterschaften – Scratch